# Christine Ammirati
Christine Ammirati est une docteure en médecine française, spécialiste de la médecine d’urgence. Elle dirige le pôle médecine d’urgence, médecine légale et sociale du Centre hospitalier universitaire Amiens-Picardie,. Elle est professeure associée en anesthésie-réanimation, option médecine d’urgence à l'Université de Picardie Jules Verne.

## Biographie
Attirée par l’enseignement, Christine Ammirati se destine à devenir professeure d’éducation physique et sportive mais face à des contraintes physiques, décide finalement d’étudier la médecine. Elle se spécialise en anesthésie-réanimation dans l’idée de faire de l’urgence extrahospitalière.
Recrutée par le CHU Amiens-Picardie, elle participe à la fondation du Service d'aide médicale urgente (Samu) en 1984 et à celle du numéro 15 en 1986.
Elle se lance dans la recherche après avoir rencontré les acteurs du laboratoire Éducation et pratique en santé de l'université Paris XIII, où « des chercheurs de toutes disciplines travaillaient ensemble ».
Elle reprend ses études en maîtrise de sciences de l’éducation et soutient sa thèse en 2008 sur l’élaboration d'une stratégie d'enseignement des secours de l'école au collège : « Apprendre à porter secours » pour un enjeu d'éducation à la santé et à la citoyenneté. Elle devient pionnière de la pédagogie active dans les formations en santé et notamment de l’utilisation de la simulation en santé.
Christine Ammirati préside l’association nationale des centres d’enseignement des soins d’urgence.
Depuis le 2 décembre 2019, elle exerce la mission de conseillère chargée de la santé et de la formation auprès de la Ministre de l'enseignement supérieur, de la recherche et de l'innovation, Frédérique Vidal.

### Création et direction de SimUSanté
Christine Ammirati fonde le centre de pédagogie active et simulation en santé (SimUSanté) avec Béatrice Jamault, coordinatrice des instituts paramédicaux et Carole Amsallem, coordinatrice du centre d’enseignement des soins d’urgence. L’objectif est de créer un espace pédagogique ouvert et partagé par les professionnels, les patients et les aidants, allant de la formation initiale à la formation continue. Elles remportent l’appel à projet Initiatives d'excellence en formation innovantes (IDFI) de l’Agence nationale de la recherche et à son inauguration en décembre 2016, le centre est le plus grand d’Europe,. Christine Ammirati le coordonne sur le plan scientifique et pédagogique,.

### Enseignements
Elle anime en Master 2 un séminaire sur l'apprentissage gestuel au CFRPS (Centre de formation et de recherche en pédagogie sciences de la santé).

### Recherche
Christine Ammirati est membre associée au laboratoire Éducations et pratiques en santé EA 3412 (université Paris XIII) et au Centre de recherche en psychologie : cognition, psychisme et organisations de l’université de Picardie-Jules-Verne.

## Publications
- Porter secours : Un apprentissage de la maternelle au collège - Guide de l'enseignant[17]
- Are schoolteachers able to teach first aid to children younger than 6 years? A comparative study. Christine Ammirati, Rémi Gagnayre, Carole Amsallem, Bernard Némitz, Maxime Gignon.[18]
- Compliance with emergency department discharge instructions. Maxime Gignon, Christine Ammirati, Romain Mercier, Matthieu Detave[19].
- Use of an automated external defibrillator: a prospective observational study of first-year medical students. Christine Ammirati, Maxime Gignon, Carole Amsallem, Jean-Michel Mercieca, Geneviève Jarry, Bénédicte Douay, Bernard Nemitz[20].
- Moving a hospital: simulation - a way to co-produce safety healthcare facilities. Maxime Gignon, Carole Amsallem, Christine Ammirati[21].
- Alcohol, cigarette, and illegal substance consumption among medical students: a cross-sectional survey. Maxime Gignon, Carole Amsallem, Christine Ammirati[22].
- Fighting violence against health workers: a way to improve quality of care? Maxime Gignon, Jean-Charles Verheye, Cécile Manaouil, Christine Ammirati, Emmanuelle Turban-Castel, Olivier Ganry.

## Distinctions
Christine Ammirati est reconnue Femme de sciences 2019 par l'Agence nationale de la recherche, et figure parmi les 40 femmes françaises les plus influentes du classement Forbes,.
Elle est chevalier de l'ordre des Palmes académiques.[réf. nécessaire]
Le 5 septembre 1997, Christine Ammirati est faite chevalier de l'ordre national du Mérite puis promue au grade d'officier le 11 novembre 2010 au titre de « chef d'un service d'urgence ».
Le 29 décembre 2023, elle est nommée au grade de chevalier dans l'ordre national de la Légion d'honneur au titre de « professeure des universités-praticienne hospitalière, cheffe adjointe du pôle de médecine d'urgence, médecine légale et sociale d'un centre hospitalier universitaire ; 41 ans de services ».